# Etheostoma sellare
 Etheostoma sellare és una espècie extinta de peix de la família dels pèrcids i de l'ordre dels perciformes que es trobava a Nord-amèrica: Maryland.
Els mascles podien assolir els 8,4 cm de longitud total.